# Goldene Kamera 2007
Premiile Goldene Kamera în 2007 s-au acordat în Berlin.
| Goldene Kamera 2007                                       |
| --------------------------------------------------------- |
| Corinna Harfouch - cea mai bună actriță germană           |
| Edgar Selge - cel mai bun actor naținal                   |
| Nicolas Cage - cel mai bun film internațional             |
| Katie Melua - cel mai bun solist străin                   |
| Cordula Stratmann - cel mai bun comic                     |
| Anna Fischer - cea mai bună tânără speranță               |
| Lionel Richie - cea mai bună muzică străină               |
| Liselotte Pulver - cea mai valoroasă operă germană        |
| Simon Rattle - premiu special pentru integrare            |
| Pierce Brosnan - premiu special pentru protecția mediului |
| Oliver Kahn - premiu special pentru publicitație          |